# Joey Lauren Adams
Joey Lauren Adams, född 9 januari 1968 i North Little Rock i Arkansas, är en amerikansk skådespelerska som har medverkat i ett trettiotal filmer. Hon är känd för sin utmärkande, raspiga röst och för sina roller i komedin Bio-Dome och i Kevin Smiths View Askewniverse-filmer speciellt Mallrats och Chasing Amy. För den senare nominerades hon till en Golden Globe för Bästa kvinnliga huvudroll 1997.

## Filmografi i urval
- 1993 – Dazed and Confused
- 1993 – Coneheads
- 1994 – S.F.W.
- 1994 – Sleep with Me
- 1995 – Mallrats
- 1996 – Drawing Flies
- 1996 – Michael
- 1996 – Bio-Dome
- 1997 – Chasing Amy
- 1998 – A Cool, Dry Place
- 1999 – Big Daddy
- 2000 – Beautiful
- 2001 – On the Edge
- 2001 – In the Shadows
- 2001 – Harvard Man
- 2002 – Beeper
- 2002 – Grand Champion
- 2003 – The Big Empty
- 2004 – A Promise Kept
- 2006 – The Break-Up
- 2006 – Bunny Whipped
- 2008 – Trucker
- 2009 – ExTerminators
- 2010 – United States of Tara (TV-serie)
- 2010 – Endure
- 2011 – Apart
- 2012 – Art Machine
- 2013 – Blue Caprice
- 2014 – Animal
- 2014 – Sequoia
- 2014 – Making the Rules
- 2016 – Still the King (TV-serie)